# Palatul Institutului de Arhitectură
Palatul Institutului de Arhitectură Ion Mincu este un edificiu din București, sector 1, sediul Universității de Arhitectură și Urbanism Ion Mincu, construit între anii 1921-1927, după planul arhitectilor Grigore Cerchez (in calitate de arhitect diriginte) si Iorgu Ciortan (arhitect secund).